# Kooimeer
Het Kooimeer is een van de tien buurten in de wijk Alkmaar Zuid in Alkmaar. In de wijk van 33 ha wonen 2040 mensen.
Het Kooimeer loopt van de Vondelstraat tot de Kennemerstraatweg en van de Heilooër Tolweg tot de Willem de Zwijgerlaan en de Juliana van Stolberglaan. Het nabijgelegen Verkeersplein Kooimeer is vernoemd naar de buurt. Bij het verkeersplein staat humanistisch Woon- en zorgcentrum de Nieuwpoort, vernoemd naar de nabijgelegen buurtschap Nieuwpoort
De buurt Kooimeer is een deel van de grootschalige naoorlogse uitbreidingen. Deze buurt bestaat uit een centraal gelegen zone met seniorenwoningen en een verzorgingshuis, waaromheen een aantal half open bouwblokken en galerijflats zijn gerealiseerd. Aan de Amalia van Solmsstraat is een aantal lage schoolgebouwen te vinden. De woningen zijn voor het merendeel huurwoningen waardoor de samenhang van de buurt (nog) groot is.

## Oorsprong
Alkmaar werd tot in de 16e eeuw aan de zuidzijde begrensd door het ondiepe merengebied van onder andere het Kooimeer en het Rietmeer. In de jaren na de Tweede Wereldoorlog werden de beschikbare gronden binnen de toenmalige stadsgrenzen van Alkmaar volgebouwd. Achtereenvolgens verrezen de nieuwe grootschalige wijken: Nieuw-Overdie, de Staatsliedenbuurt, het Stadhouderskwartier en vervolgens de Kooimeer, het Oranjepark en het Hoefplan.